# Ruzzola

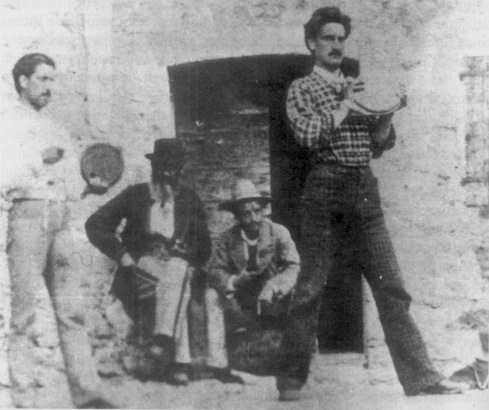
Carlo Fontana e Enrico Mascagni, campioni di ruzzola, in una fotografia di fine Ottocento.

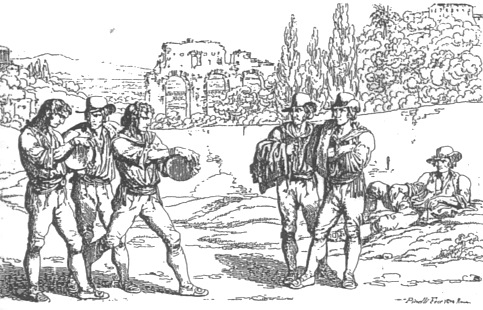
Trasteverini giocando a ruzzica, acquaforte di Bartolomeo Pinelli del 1809.

Il lancio della ruzzola o ruzzolone è un antico gioco di strada originario di varie regioni italiane.
Sport popolare e gioco tradizionale italiano di antichissime origini, diffusissimo e radicato in varie parti della penisola tra le classi popolari fino alla fine dell'Ottocento, si pratica all'aperto, in vie poco trafficate, in più persone (spesso a squadre) che si spostano lungo la strada con il procedere del gioco.
Nonostante i numerosi tentativi di reprimerlo, regolamentarlo o proibirlo in quanto pericoloso (sia per l'incolumità fisica delle persone, sia per la destabilizzazione dell'ordine pubblico) e di dubbia moralità (è stato considerato gioco d'azzardo per l'abbinamento frequente con le scommesse), questo gioco popolare amatissimo e capace di infiammare gli animi è giunto ai giorni nostri. Oggi è regolamentato e tutelato dalla Federazione Italiana Giochi e Sport Tradizionali e dall'European Traditional Sports and Game Association.

## Strumenti di gioco
La ruzzica o ruzzola è il nome del cilindro di legno del diametro di circa trenta centimetri e del peso di qualche chilo, assomigliante pressappoco ad una forma di formaggio pecorino; si usa insieme al nastro che permette ai giocatori di lanciare. Ogni giocatore ha a disposizione una ruzzola. Per metonimia, l'intera pratica del gioco ha preso il nome dell'oggetto con cui viene giocato: si parla quindi del gioco della ruzzola o più semplicemente della ruzzola.

## Terreno di gioco

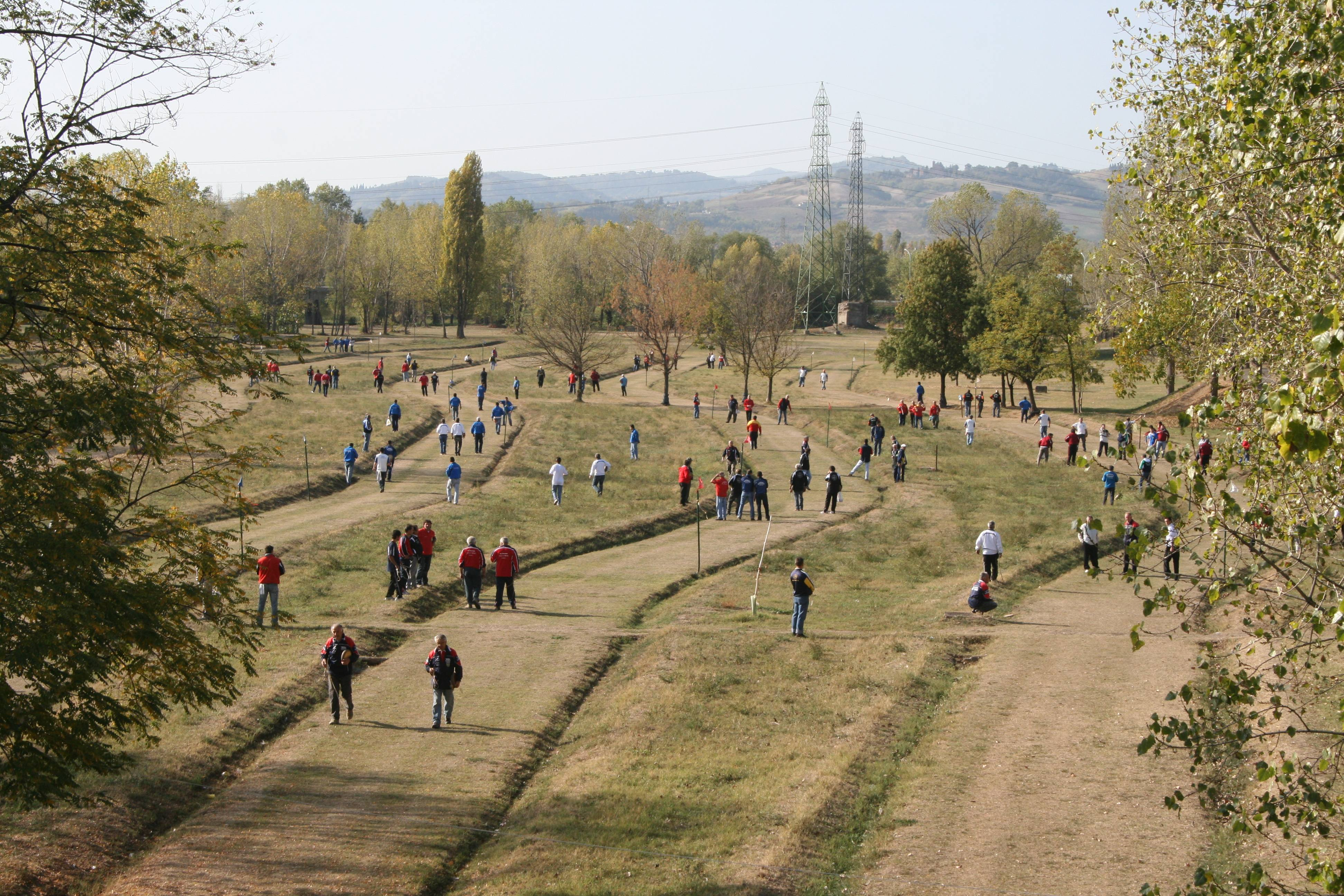
Campi da gioco nel Parco dei noci di Bologna, nei pressi del Pontelungo

Viene giocato all'aperto lungo strade di campagna o lungo appositi percorsi chiamati "treppi". Il percorso è costeggiato da difficoltà laterali lungo le quali la ruzzola può cadere e fermarsi (denominati "grippi") e da pali posizionati nelle curve (detti "picchetti"). Se un giocatore esce dal percorso e la ruzzola prosegue oltre il picchetto, dovrà tornare indietro e rientrare perdendo così lanci preziosi.

## Numero di giocatori
I giocatori non sono in numero stabilito. Possono giocare individualmente o suddivisi in coppie o squadre.

## Obiettivo
Durante le gare ufficiali, vince chi percorre il "treppo" in meno lanci possibili. 
Se la ruzzola viene giocata lungo la strada, vince chi raggiunge il luogo di arrivo in meno lanci.

## Regole
Per la European Traditional Sports and Games Association il gioco è simile al lancio della palla (lanzamiento de bola) spagnolo e all'Irish road bowling.

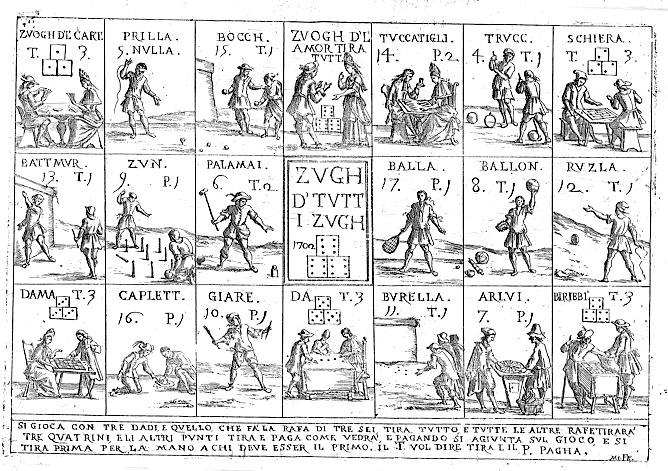
La ruzzola (ultimo riquadro della seconda fila) nell'acquaforte sui Zugh d' tutt i zugh (Gioco di tutti i giochi) di Giuseppe Maria Mitelli del 1702

La ruzzola è solitamente un disco di legno duro con diametro molto variabile in funzione del regolamento adottato, solitamente da 13 cm per la ruzzola a molto di più per il ruzzolone. Al posto del disco viene a volte usata, come in passato, una forma di formaggio stagionato.
Il gioco consiste nell'avvolgere uno spago intorno alla ruzzola e lanciarla trattenendo un capo dello spago in modo da imprimerle una veloce rotazione. Lo scopo è di fare giungere il più lontano possibile la ruzzola con un numero prefissato di lanci, oppure di raggiungere un traguardo con il numero minore di lanci possibili.
Spesso è un gioco di squadra: i giocatori, divisi in squadre di eguale numero, si alternavano cercando di lanciare il più lontano possibile il formaggio, senza farlo uscire dal percorso stabilito, partendo dal punto preciso in cui erano arrivati col tiro del precedente compagno di squadra (una specie di staffetta in cui il cacio fungeva da testimone). La squadra che terminava il percorso col minor numero di colpi vinceva il premio consistente nella forma di cacio utilizzata per il gioco.
Le gare si svolgono su campi delimitati, chiamati treppi, appositamente attrezzati per rendere il gioco più movimentato, con salite, curve, ostacoli ecc. In alternativa il gioco, che intuibilmente può avanzare per chilometri, viene praticato anche su strade (asfaltate oppure no). La precedenza del tiro spetta sempre al giocatore in svantaggio ed è obbligatorio seguire il percorso prefissato. Sono nulli i lanci che taglino le curve al di fuori del limite tracciato.

## Diffusione
La ruzzola si praticava in varie parti d'Italia: Emilia-Romagna, Toscana, Abruzzo, Marche, Umbria, Lazio, Calabria e Campania. Seppure oggi le regole siano unificate, è lecito supporre che fino alla stabilizzazione della ruzzola come sport nazionale ci fossero varianti regionali o locali di cui abbiamo solo scarse notizie, a volte incerte.

### Versione abruzzese
In Abruzzo la ruzzica è un gioco tipicamente carnevalesco. La versione attuale, che ha subito modifiche nel corso degli anni, viene giocata una volta all'anno, in uno dei sabati del periodo del carnevale. Il gioco consiste nel riuscire a colpire per primi la porta di una cantina, facendo "ruzzolare" la ruzzica lungo un percorso stabilito. Due squadre si affrontano, tirando alternativamente la ruzzica, lungo i vicoli di Tussio, un antico paese del Abruzzo interno.
La difficoltà sta nel riuscire a compiere il percorso con il minor numero di tiri, sfruttando le discese, gli angoli e le asperità delle viuzze del paese, per giungere per primi al traguardo: la cantina appartenente ad uno dei concorrenti. Il premio consiste nei dolci di carnevale e nel vino che il concorrente proprietario della porta mette in palio. Una volta consumato il premio, viene stabilito quale sarà la prossima porta da colpire. Il gioco termina in una festa alla quale partecipano tutti i concorrenti, nel pieno spirito carnevalesco.

### Versione toscana
In valle del Serchio (Lucchesia e Garfagnana) il gioco è conosciuto come "tiro della forma" o "tir della forma" e normalmente si utilizzano forme di formaggio. Fino al XX secolo il tiro, assieme alle bocce, era lo sport più popolare. Solo dopo la prima guerra mondiale il ciclismo ed il calcio iniziarono a soppiantarlo nel cuore degli appassionati. Le gare di tiro erano ritrovo domenicale di atleti e scommettitori e qualche volta si scatenavano risse e discussioni. La città di Lucca ha una sua pista di tiro in terra battuta presso il ponte di monte San Quirico e molti paesi, anche piccoli, avevano impianti analoghi. Oggi il nucleo più numeroso di appassionati si trova tra la media val di Serchio e la Garfagnana.
A San Casciano dei Bagni viene organizzato il Palio del cacio l'ultima domenica di Carnevale e la seconda domenica d'agosto a Cortona lo si può vedere ancora ma giocato non più con le forme di cacio ma con una grossa ruzzola di legno detta barutela. Nella città di Prato la tradizione è andata scomparendo ma viene documentato tra i giochi medievali nelle cronache locali del medioevo: si usava il rettilineo tra piazza Cardinale Niccolò e via Santa Chiara e la strada veniva, per accogliere i giochi durante le occasioni di festa, pulita in modo straordinario come riportato dal Miniati nelle sue cronache
«Via dove si fa a trarre la palla al maglio, pallottole e cacio a forme, lunga da un capo all’altro della Terra, tutta diritta che passa circa a mille braccia dal Reverendo monastero delle reverende Monache di S. Niccolao fino alle mura, rincontro alle reverende Monache e monastero di Santa Chiara»
Come nei territori circostanti, il tiro al cacio era considerato un gioco d'azzardo e a Prato si tentò agli inizi del 300 di regolamentarlo introducendo una gabella che consentisse al tempo stesso oltre che a controllarlo anche di limitarlo A tale scopo venne introdotta la distinzione tra gioco d'azzardo (vietato) e gioco di abilità (consentito).
Negli atti criminali che si conservano all'Archivio di Stato vi sono molti reati e relative condanne legati ai giochi che si facevano per le strade e le piazze. Nel 1550 ne troviamo due emessi per dirimere una questione fra contendenti proprio nel tiro del cacio:
«Maso che gioca con Meo a tirar il cacio perché perde vuole smettere; ma Meo, indispettito, l'afferra e lo getta nel fango: multa di lire 1,5. Scoppia una violenta discussione fra due giocatori intenti a rullare il caio: uno dei due con un colpo di bastone rompe la testa all'altro; questi, per risposta, vibra una pugnalata al braccio sinistro dell'avversario. Multa di lire 25 per il colpo di bastone (c'è stato del sangue, motiva il giudice) e di l.57 per quello di pugnale.»

## Storia

Lanciatori di ruzzola di Barigazzo (MO) negli anni settanta del Novecento

### Fonti e storiografia
Tracciare la storia del gioco della ruzzola è difficile, data la scarsità di fonti che parlino delle varianti, delle tecniche o del ruolo sociale nei vari contesti della penisola: infatti, gli svaghi popolari, i giochi per bambini e i giochi riservati al Carnevale non sono stati trattati dalla letteratura e dalla cultura alta per secoli. Solo con il Romanticismo i giochi popolari si iniziarono a vedere in maniera diversa, come base identitaria per le comunità nazionali (Volksgeist) e quindi degni di essere rappresentati in quanto espressione del popolo e non più come cosa bassa da relegare all'oralità e da sanzionare come corruzione dei costumi. Prima dell'Ottocento, tra le prime fonti che ce ne parlino, quindi, compaiono ad esempio quelle giuridiche, volte a regolamentare il gioco della ruzzola. La ruzzola è citata in un'abbondante documentazione, ricca rispetto a quella dedicata ad altri giochi popolari oggi scomparsi o caduti nell'oblio, di cui non ci è giunta traccia se non del nome.
Per secoli, infatti, la cultura alta preferì occuparsi solo dei giochi apprezzati dai ceti alti e nobili (magari nati come giochi plebei ma poi "nobilitati" dal favore delle Corti) o che almeno avessero l'aura nobile della classicità: giochi insomma la cui storia risalisse all'età classica della Grecia Antica o dell'Antica Roma, di cui autorità del mondo antico avessero decretato i benefici per la salute e la funzionalità di svago socialmente sano. Altro caso favorevole al prestigio di un gioco era dato dal fatto che fosse funzionale all'esercizio alla disciplina militare, come il torneo cavalleresco.

### Origini
In origine, il gioco consisteva nel lancio di una forma di cacio duro, per esempio un formaggio pecorino stagionato, ed era giocato dai pastori e dai contadini che miravano a lanciarlo il più lontano possibile lungo i tratturi, favoriti dalla pendenza delle mulattiere e dai rimbalzi delle forme che a volte acceleravano o rallentavano in aria con movimenti bizzarri, secondo le acrobazie e regolarità delle leggi della fisica.
Secondo alcuni autori, tra cui Gustavo Buratti, il gioco era legato ai tempi e ai tragitti obbligati della transumanza, come rito apotropaico di protezione delle mandrie dai cattivi spiriti.
Il gioco, probabilmente, era praticato già dagli antichi Etruschi: nella tomba dell'Olimpiade della Necropoli dei Monterozzi di Tarquinia è raffigurato il cosiddetto discobolo o lanciatore, la cui posizione per Pietro Gorini è in realtà quella tipica di chi stia lanciando una forma di formaggio, supportato dal fatto che l'iconografia non dà riscontri di questa posizione nei discoboli etruschi e coevi noti.. Pierino Daundry suppone che il gioco della ruzzola alle origini andasse inquadrato all'interno del contesto culturale dei giochi rituali agro-pastorali.. Non tutti gli studiosi concordano con l'identificazione del lanciatore della tomba dell'Olimpiade con un lanciatore di ruzzola: alcuni lo ritengono un vero e proprio discobolo, seppure non si neghi l'antichità del gioco in sé.
Sicuramente, infatti, la ruzzola era praticata alla fine dell'Impero romano.
Andrea Addobbati suggerisce una rilettura di un dialogo della commedia Persa (Il persiano) di Tito Maccio Plauto che ne attesterebbe la presenza nel III secolo a.C., in particolare della trattativa tra Tossilo e Dordalo in cui quest'ultimo esprime la sua diffidenza nei confronti dei banchieri dicendo: 
(Mirum quin citius iam a foro argentarii/Abeunt quam in cursu rotula circumvortitur)
 Per Addobbati la rotula sarebbe la ruzzola, e a sostegno di questa ipotesi porta il fatto che la ruota sia singola e non accoppiata su un asse, e che in precedenza nel dialogo si paragonano i banchieri anche alle lepri quando si aprono i cancelli nel gioco, quindi riportando entrambi i paragoni del dialogo sui banchieri nell'ambito semantico del gioco.

### Medioevo
Nel primo Medioevo il gioco della ruzzola era assai diffuso: “giocare ad ruellas” però era visto in modo ambivalente, perché portava a concitati litigi nella pubblica via, a mettere a rischio l'incolumità delle persone ma soprattutto al gioco d'azzardo fino alla rovina economica delle famiglie: se all'inizio era il cacio stesso usato come ruzzola ad essere dato in premio a chi vinceva, con il tempo si giocò anche con il ruzzolone in legno pieno e la vincita passò ad essere in denaro. Durante il Medioevo, gli statuti comunali di Alessandria del 1277, ad esempio, vietavano «omnes ludos taxillorum vel ludum ruelle», senza distinzione quindi tra il gioco dei dadi (ludos taxillorum) e il gioco della ruzzola (ludum ruelle). Si conosce il caso di un signore benestante, tale Baraccani della zona di Pavullo, il quale, per aver sbagliato un lancio di ruzzola, perse il Castello di Monterastello e altri possedimenti della famiglia.

### Dal Cinquecento al Settecento
La riscoperta della classicità e delle fonti mediolatine da parte degli umanisti fece sì che venisse recuperato il patrimonio lessicale classico, tra cui anche i nomi latini dei giochi, ma spesso in modo affrettato, confuso o poco rigoroso; ad esempio, a fine Cinquecento il filologo Girolamo Mercuriale nel De arte gymnastica, mostrò come il trochum, ossia l'antenato del gioco del cerchio, o il discum, il disco, vennero spesso confusi con la ruzzola. Addobbati rifacendosi a Mercuriale fa l'esempio di Moro e Campanella: il primo scrive nel suo L'Utopia che il discus e gli altri improbi giochi d'azzardo corrompono i costumi; il secondo viceversa che ne La città del sole i cittadini disdegnano i giochi come i dadi e gli scacchi ma ludunt pila, follicolo, trocho, lucta, eccetera.
La ruzzola, che fosse in legno o di cacio, venne vietata nel 1761, con l'unica eccezione nel periodo del Carnevale, periodo ufficialmente deputato al sovvertimento dell'ordine pubblico.

### Ottocento

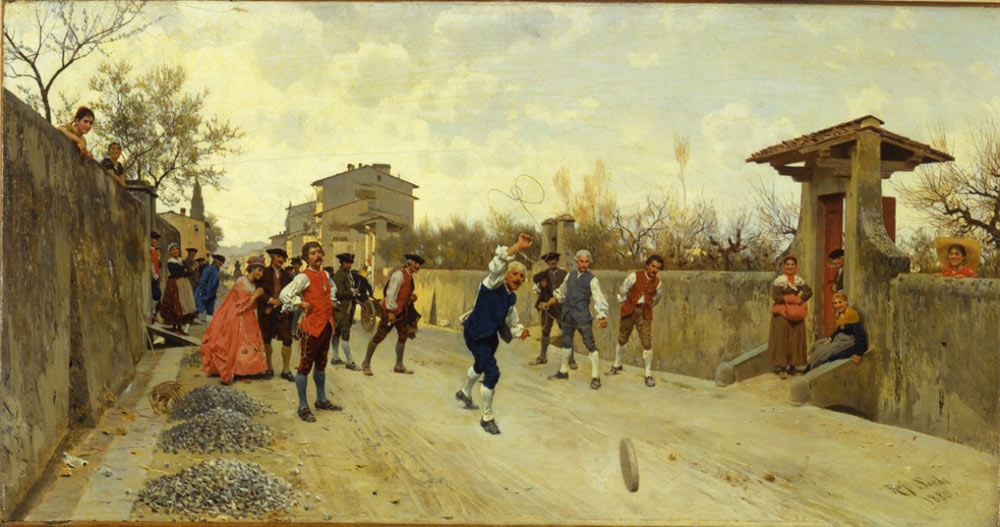
La ruzzola in un dipinto di Raffaello Sorbi del 1880

Contemporaneamente al nuovo interesse romantico per la ruzzola, nell'Ottocento nasceva l'etnografia, anch'essa interessata a dipanare gli usi e i costumi quotidiani della società, e che diede spazio all'indagine anche ai giochi popolari.. L'Ottocento però non cambiò solo l'approccio al gioco, ma ne cambiò i connotati, infatti: 

### Oggi

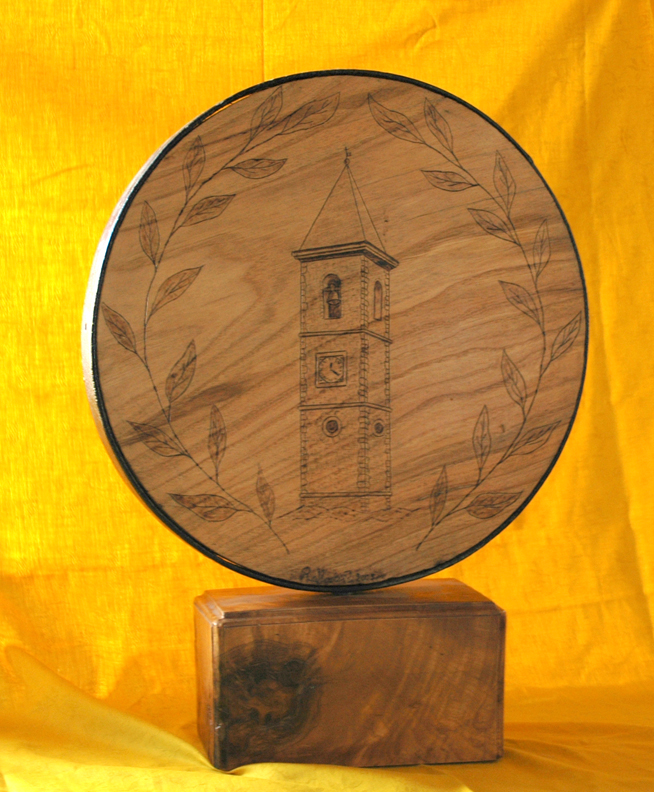
Trofeo che spetta al vincitore della gara svolta annualmente in Petricci

L'UNESCO nella Dichiarazione UNESCO 2003, detta anche Carta internazionale dei giochi e degli sport tradizionali, ha stabilito che il gioco tradizionale fa parte dei Patrimoni orali e immateriali dell'umanità.

## Curiosità
Alcuni esponenti della Federazione Italiana Ruzzolone hanno inviato una lettera per far entrare il ruzzolone tra gli sport da inserire alle olimpiadi di Tokyo 2020.

## Citazioni e personaggi illustri
La ruzzola è stato sempre uno sport praticato in prevalenza da pastori e contadini, più rara la partecipazione di nobili, ecclesiastici o intellettuali.
- Il pittore e illustratore romano Bartolomeo Pinelli fece, nel 1809, un'incisione in cui rappresentava giocatori di ruzzola.
- Il poeta in romanesco Giuseppe Gioachino Belli scrisse un sonetto intitolato Er gioco de la ruzzica:

Sta cacca de fà a rruzzica, Dodato,

Co la smaniaccia d'abbuscà ll'evviva,

Nun è ggiro pe tté, cche nun hai fiato

De strillà mmanco peperoni e oliva.

Come sce pôi ggiucà, tisico nato,

senza dajje 'na càccola d'abbriva?

Nun vedi la tu' ruzzica sur prato

c'appena ar fin de 'na scorreggia arriva?

Co 'ddu pormonettacci de canario,

d'indove mommò er zangue te se sbuzzica,

tu protenni de prennete sto svario?

Stattene in pasce: ggnisuno te stuzzica;

si ppoi vôi vince tu, vva' a Montemario,

pijja la scurza e bbutta ggiú la ruzzica.
- La ruzzola è citata perfino nel Dialogo sopra i Massimi Sistemi di Galileo, il quale a proposito del moto rotatorio cita a sua volta Aristotele:

Sagredo
Questo primo depende da un altro; il quale è, onde avvenga che, tirando la ruzzola con lo spago, assai più lontano ed in conseguenza con maggior forza va, che tirata con la semplice mano.
Simplicio
Aristotile ancora fa non so che problemi intorno a questi proietti.
Salviati
Sì, e molto ingegnosi, ed in particolare quello onde avvenga che le ruzzole tonde vanno meglio che le quadre.
Sagredo
E di questo, signor Simplicio, non vi darebbe l'animo di sapere la ragione, senza altrui insegnamento?
(ecc.)
- Gabriele D'Annunzio dal Libro segreto del 1935: